# Ammistamru I.
ʿAmmistamru I. (nach anderer Zählung ʿAmmistamru II.) war bis 1349 v. Chr. König von Ugarit. Er war Zeitgenosse Amenophis III. und Vater des historisch besser bekannten Niqmaddu II. Von ʿAmmistamru I. ist im Archiv von Tell el-Amarna ein Brief erhalten, in welchem dieser den Pharao um militärische Unterstützung gegen einen nicht näher bezeichneten Feind bittet.